# Perilitus omophli
Perilitus omophli är en stekelart som beskrevs av Pierre Lesne 1892. Perilitus omophli ingår i släktet Perilitus och familjen bracksteklar. Inga underarter finns listade i Catalogue of Life.